# 「エイジ」
『「エイジ」』（「EIJI」）は、江口寿史によるスポ根ボクシング漫画、またこれを原作としたアニメーション映画。括弧（「 」）を含めたものが正式な作品タイトルとなっている。

## 概要
作者初のスポ根漫画として『フレッシュジャンプ』（集英社）誌上において 1984年9月号より1985年3月号まで連載。単行本はジャンプ・コミックスより全1巻。1990年には映画化され、これに合わせてジャンプ・コミックス デラックスよりA5判の新装版が全1巻で発売。2004年には「「エイジ」2 (2) 」・「「エイジ」'85 ('85) 」も併せて収録した文庫版（ホーム社発行、集英社発売）が発売されている。
ボクシングジムに育ちながら、それまでボクシングに見向きもしなかった主人公・エイジがボクシングを始めるに至った1984年のひと夏の経緯を描く。様々な伏線を張り終え、これからという所で連載が中断。コミックのコメントでいつか「2」を描く事を示唆し、実際に1990年には「'85」、1991年には「2」と続編を描くも途中で挫折し、未完のまま今日に至っている。ただしその後も続きを描く意思は示しており、2007年のインタビューでも『パパリンコ物語』等と共に完結させる意思がある事は述べている。
当時の漫画界で隆盛を誇っていたラブコメディに対し、『ストップ!! ひばりくん!』ではラブコメディをちゃかす事で否定しようとした作者が、本作ではラブコメディ以前の「正統派少年漫画」を描く事によってラブコメへのアンチテーゼとしようとし、少年時代に愛読していた『あしたのジョー』と同じボクシングを題材として描いた作品。上條淳士は最も好きな江口作品として本作を挙げている。

### 「エイジ」'85
『「エイジ」 』の映画化にあわせ、『ベアーズクラブ』（集英社）1990年10月号に掲載された読切作品。『江口寿史の犬の日記、くさいはなし、その他の短篇』（KKベストセラーズ）及び、文庫版の『「エイジ」』に収録されている。なお、発表は「2」よりも先ではあるが、文庫版では作中の時系列に合わせ「2」の後に収録されている。
『フレッシュジャンプ』掲載分の「「エイジ」」（以下「1」）から1年後の1985年における登場人物達の状況を断片的に2 - 13ページの短編で描いている。新キャラクターの二木晴美の登場によって「これから」を感じさせる所はあるものの、あくまで外伝的な作品でストーリーの中核部分には触れていない。短編タイトルは以下の通り。
- '85 二木晴美
- '85 赤木英児 & 高杉まりな
- '85 草薙直矢 & 高杉まりな
- '85 赤木英児 & 草薙亜矢
- '85 赤木ジム

### 「エイジ」2
『ベアーズクラブ』1991年2月号から4月号に「「EIJI」」のタイトルで連載された続編。長らく単行本未収録で読者の目に触れる事がない作品であったが、2004年に発売された文庫版『「エイジ」』に3回分を1話としてまとめたものが「「エイジ」2」として収録され、日の目を見る事となった。なおこの文庫版の発売にあわせ、『オースーパージャンプ』3月25日号にも同じく1話にまとめた物が再掲載された。
「1」最終話においてベランダから飛び降りたエイジが着地する所から始まり、1984年の9月のプロデビュー戦当日の様子を描いた「1」と直接繋がる続編。ただし、対戦相手の伏線を張り終えたところで作品は中断されており、試合自体は描かれていない。

## あらすじ
ボクシングジムに育ちながらも、今までボクシングに見向きもしなかった赤木エイジ。一目で才能を見抜いた乃木はボクシングを始めさせようとするも、エイジは頑なに拒否し続けていた。しかし同じ高校に通う高校ボクシングチャンピオン草薙直矢との争い、兄の試合の観戦等を通し、遂にエイジはボクシングを始める事を決意する。

## 登場人物
赤木 英児（あかぎ えいじ）
本作の主人公で高校2年生。通称エイジ。短気で喧嘩っ早く、すぐに突っかかって行くためトラブルが絶えない。「GUEST」というバンドでギターをやっていたが、トラブルの元という事で追い出される。学校でも有名な問題児で既に5回の停学処分を受けている。ピクルスが嫌い。
幼稚園の時に喧嘩で相手を全員打ちのめし、その事を聞いた圭児郎が激怒して「ボクシングは教えない」といわれて以来、ボクシングから遠ざかっていた。また物心ついた頃には既に父親はボクサーとしてのピークを過ぎており、負け行くボクサーの惨めさを見ながら育った為、ボクシングに対しては非常にネガティブな印象を持っておりボクサーにだけはなりたくないと思う事になる。しかし、草薙兄妹、乃木に出会い兄の試合を見てボクサーになる事を決意し、すぐにプロを目指し、17歳になるのと同時にライセンスを取得する。「'85」の時点での成績は3勝 (3KO) 2敗で、負けは全て反則負け。バンタム級。
草薙 直矢（くさなぎ なおや）
エイジのライバルで同じ高校の1学年先輩。実家は蕎麦屋。ボクシング部に所属し、高1高2とインターハイを制した「スター不在のボクシング界に久びさに現れた大物」。受験に専念する為3年のインターハイは辞退している。見た目もいい事からもてるが、恋愛観はかなり変わっており、文通→交換日記→デートと（彼に取って）正しい順番を負って追って付き合わなければならない。こうした計画的かつ計画から外れる事を嫌う性格は全てにおいて見られ、「4年後のソウルオリンピックで金メダルを取ってからプロに転向」という筋書きを描いている。また、普段は自分の周囲からの印象を意識して誰に対しても紳士的に振舞っているが、執拗に挑発して煽り立ててきたエイジに対して逆上して、タコ殴りで失神させたことがある。まりなに交際を申し込むも、全て彼の予定通りの交際であり「俺の青春は金メダルとプラトニックラブだ。」という信念のもと、交際の進展は見られない。「'85」では東大に進学しライト級で優勝している。
高杉 まりな（たかすぎ まりな）
エイジの幼馴染みで同じ高校に通う。有名人である草薙に対して軽い興味を持っていた所を草薙に交際を申し込まれ付きあうも、彼の性格に戸惑いを見せている。
草薙 亜矢（くさなぎ あや）
直矢の妹で同じ高校に通う高校1年。GUESTでギグでのエイジを見て彼が素晴らしいボクサーになる事を予感し、エイジにボクシングをやらせようとする。初対面の時にいきなりエイジにキスをする。エイジが抜けた後のGUESTにギタリストとして加入（彼女を入れる為にエイジは首になったとも言える。）。
乃木 大吾（のぎ だいご）
圭児郎のトレーナーを務めていた老人。曲がった事が大嫌いな頑固じいさんで、見ず知らずの相手であろうと叱りつける。高年齢のため持久力は著しく低いが、テクニックは健在。久しぶりに訪れた赤木ジムでエイジの才能を見出し、エイジにボクシングを始めさせようとする。
赤木 攻児郎（あかぎ こうじろう）
エイジの兄で赤木家の長男。24歳。日本ライト級3位。乃木曰く「並の秀才」、草薙曰く「伝説の名ボクサー赤木圭児郎の長男にしては平凡な選手」でありボクシングの才能にはあまり恵まれていない。タイトルマッチに挑戦するも8RでKOされ敗北し、右目の網膜剥離によって引退を決意する。しかしこの試合によってエイジがボクシングを始める事を決意する事となる。
赤木 圭児郎（あかぎ けいじろう）
攻児郎・エイジの父親で故人。かつての名ボクサーであり、草薙に取って「日本ボクサー史上最も理想に近いボクサー」。乃木との特訓の中で理想のパンチを身につけてしまったが為に、相手を殺してしまう事を恐れパンチを繰り出せなくなり、負け越す様になる。
赤木 君枝（あかぎ きみえ）
圭児郎の妻で、攻児郎・エイジの母親。夫亡き後赤木ボクシングジムの会長に就き、経営を続けている。
松田先生
エイジの担任教師。問題児エイジに手を焼いている。
佐竹 潤一（さたけ じゅんいち）
エイジと同じく高校在学中にプロライセンスを取得し、お互いのデビュー戦でエイジと戦う事になった相手。階級は違うながらも草薙のライバルとして扱われる様な期待の若手ボクサーであり、完全にエイジの事を見下している。試合自体は描かれていないため結果は不明であるが、「'85」のエイジの戦績からKO負けかエイジの反則による勝利のどちらか。「2」にのみ登場。
照屋 昌吉（てるや しょうきち）
「2」でエイジのデビュー戦を観戦。「'85」では赤木ジム所属のボクサーとなっている。
二木 晴美（にき はるみ）
父親の趣味に無理矢理付き合わされてボクシングの観戦に行き、そこでエイジの試合を見て感動しファンとなる。「'85」にのみ登場。

## 映画
1990年に東宝で公開されたアニメ映画。江口自らコスチュームデザインを担当している。

### スタッフ
- 監督：西久保瑞穂
- 製作：渡邊浩志 / 丸山寿敏 / 高橋豊
- プロデューサー：久米憲司 / 沢登昌樹
- 企画：中野和雄 / 太田靖 / 加藤長輝
- 原作 / コスチュームデザイン：江口寿史
- 脚本：宮下知也 / 鈴木康之
- 撮影：高橋明彦
- 美術：木下和宏
- 編集：掛須秀一
- 作画監督：村田俊治
- 主題歌：川村かおり - 「メリーゴーラウンドに乗ってる君のことが好きだよ」[4]

### キャスト
- 赤木英児：堀川亮
- 高杉まりな：水谷優子
- 草薙直矢：小杉十郎太
- 草薙亜矢：折笠愛
- 赤木君枝：横尾まり
- 赤木攻児郎：堀秀行
- 乃木：宮内幸平
- 校長：大滝進矢
- アナウンサー：堀内賢雄
- コーチA：塩屋翼

## 書誌情報
著者は江口寿史。注記がない場合、発行は集英社。
- 「エイジ」
  - 〈ジャンプ・コミックス〉- 1985年7月15日初版発行 ISBN 4-08-851028-3
  - 〈ジャンプ・コミックス デラックス〉 - 1990年7月15日初版発行 ISBN 4-08-858252-7
  - 〈ホーム社漫画文庫〉（発行：ホーム社・発売：集英社） - 2004年2月23日初版発行 ISBN 4-8342-7291-5
  - コンプリート・エディション（発行：小学館クリエイティブ・発売：小学館） - 2010年8月7日初版発行 ISBN 978-4-7780-3141-1
- 江口寿史の犬の日記、くさいはなし、その他の短篇（KKベストセラーズ） - 1999年2月5日初版発行 ISBN 4-584-19553-6